# Ducó
Ducó (szlovákul Ducové) község Szlovákiában, a Nagyszombati kerületben, a Pöstyéni járásban.

## Fekvése

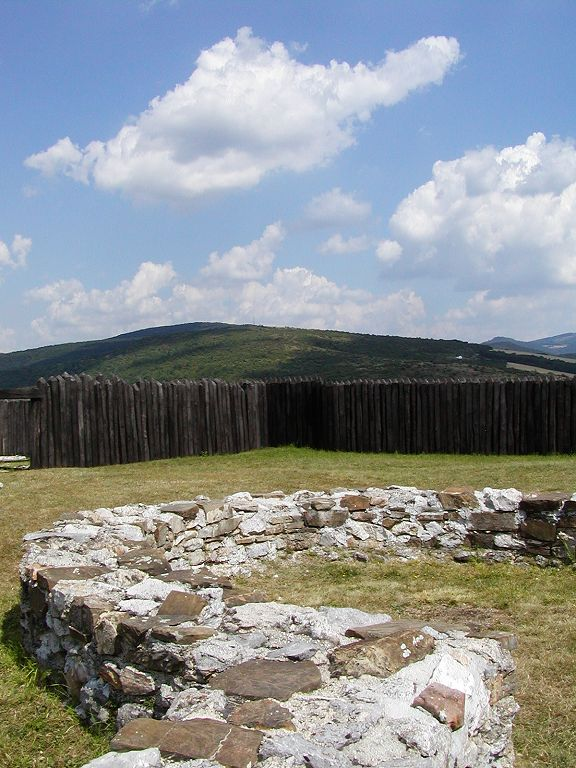
A 9. századi templom romjai

Pöstyéntől 8 km-re északkeletre, a Vág bal partján fekszik.

## Története
A község területe a régészeti leletek tanúsága szerint a kőkorszak óta lakott. Határában kőbalták, a lengyeli kultúra 6000 éves leletei, valamint a korai bronzkor 3000 éves leletei kerültek elő. A bronzkorban jelentős erődítmény is állt itt, amely egy korai védelmi rendszer része volt. Ezt a korai erődöt a betelepülő szlávok újjáépítették és a 8.–9. században a környék egyik legjelentősebb erősségévé, a Vág völgyének központjává építették ki. Az erődben kisebb palota és egy keresztény rotunda is épült. A 10. században ezt a területet is a magyarok hódították meg, valószínűleg az erődítmény is ekkor pusztult el. Az egykori erősség területét a középkortól a 19. századig temetőként használták. Az 1968 és 1972 közötti, valamint az 1975-ös régészeti feltárások során 1545 sír mellett a 9. századi erősség és temploma alapjait is megtalálták, melyek ma is megtekinthetők.
A mai falut 1348-ban említik először, amikor Nagy Lajos király a temetvényi várat és uradalmát Kont Miklósnak adja. Ennek halála után az uradalom özvegye és fiai között oszlik meg. 1453-ban Újlaki Miklós macsói bán lett a birtokosa, halála után fia, Újlaky Lőrinc birtoka lett. Az Újlakyak kihalása után a birtok a kincstárra szállt. 1521-ben II. Lajos király Thurzó Sándornak adta, aki megvédte a török támadásoktól. Ekkor Dechobrad néven említi oklevél. Thurzó halála után lányai, Anna és Erzsébet örökölték a birtokot. A család kihalása után újra a kincstáré lett. A 17. században hol a töröknek, hol a birtokos nemességnek és az egyháznak fizette az adót. A falunak a középkorban nem volt temploma, a hívek a bánkai és moraváni plébániákhoz tartoztak, anyakönyvei 1783-tól vannak. Lakói főként mezőgazdasággal foglalkoztak.
Vályi András szerint "DUCZÓ. Dutso. Dutsovce. Tót falu Nyitra Vármegyében, földes Ura Motesitzky Uraság, lakosai katolikusok, fekszig Vág vize mellett, Noravánhoz nem meszsze, ’s ennek filiája, határbéli javai nevezetesek, és termékeny földgye van, de mivel szőlö hegye, és réttyei tsekélyek, ’s malma sintsen, a’ második Osztályba tétetett."
Fényes Elek szerint "Duczó, Nyitra m. tót falu, a Vágh bal partján, 144 kath., 4 evang. lak. F. u. Motesiczky Sándor, s más temetvényi uradalom birtokosai. Ut. p. Galgócz."
A trianoni békeszerződésig Nyitra vármegye Pöstyéni járásához tartozott.

## Népessége
| Év:            | 1994. | 2004.   | 2014.    | 2024.    |
| -------------- | ----- | ------- | -------- | -------- |
| Emberek száma: | 334   | 357     | 416      | 482      |
| Eltérés:       |       | +6,88 % | +16,52 % | +15,86 % |

| Év:            | 2023. | 2024.   |
| -------------- | ----- | ------- |
| Emberek száma: | 476   | 482     |
| Eltérés:       |       | +1,26 % |

1910-ben 155, túlnyomórészt szlovák lakosa volt.
2001-ben 339 lakosából 331 szlovák volt.
2011-ben 375 lakosából 365 szlovák.

## Nevezetességei
- A 9. századi rekonstruált erődített település és templomának alapfalai.
- A Szentháromság tiszteletére szentelt kápolnája 1966-ban épült.